# Aegialites farallonensis
Aegialites farallonensis är en skalbaggsart som beskrevs av Zerche 2004. Aegialites farallonensis ingår i släktet Aegialites och familjen trädbasbaggar. Inga underarter finns listade i Catalogue of Life.